# 제프 리마

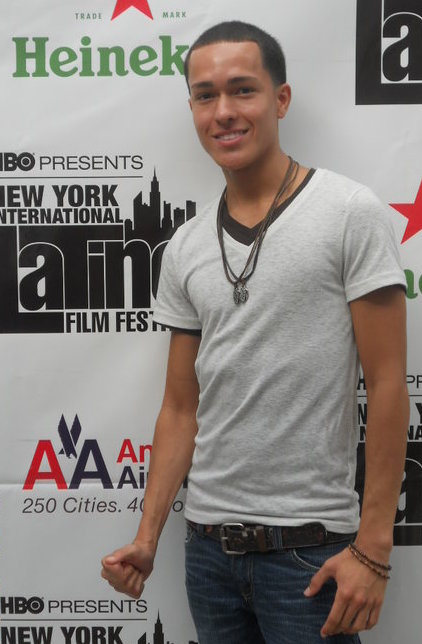

제프 리마(Jeff Lima, 1990년 9월 17일 ~ )는 미국의 배우, 텔레비전 배우, 영화배우이다.
뉴욕에서 태어났다.

## 영화
- 부시위크 (2017년)
- 베이크드 인 브루클린 (2016년)
- 스틸링 카스 (2015년)
- 파퍼씨네 펭귄들 (2011년) - 프레디 역
- 건 힐 로드 (2010년)
- 캅 아웃 (2010년) - 젊은이 2 역
- 악마로부터 도망가다 (2008년)
- 가딩 라이트 (1952년)